# 諾韋吉亞灣
諾韋吉亞灣是南極洲的海灣，位於彼得一世島西部，處於因格里德角北部，1929年挪威研究船踏足該海灣，並以該船隻命名，現時由南極條約體系管理。
68°45′S 90°42′W / 68.750°S 90.700°W